# Wurzel-Jesse-Fenster (La Martyre)

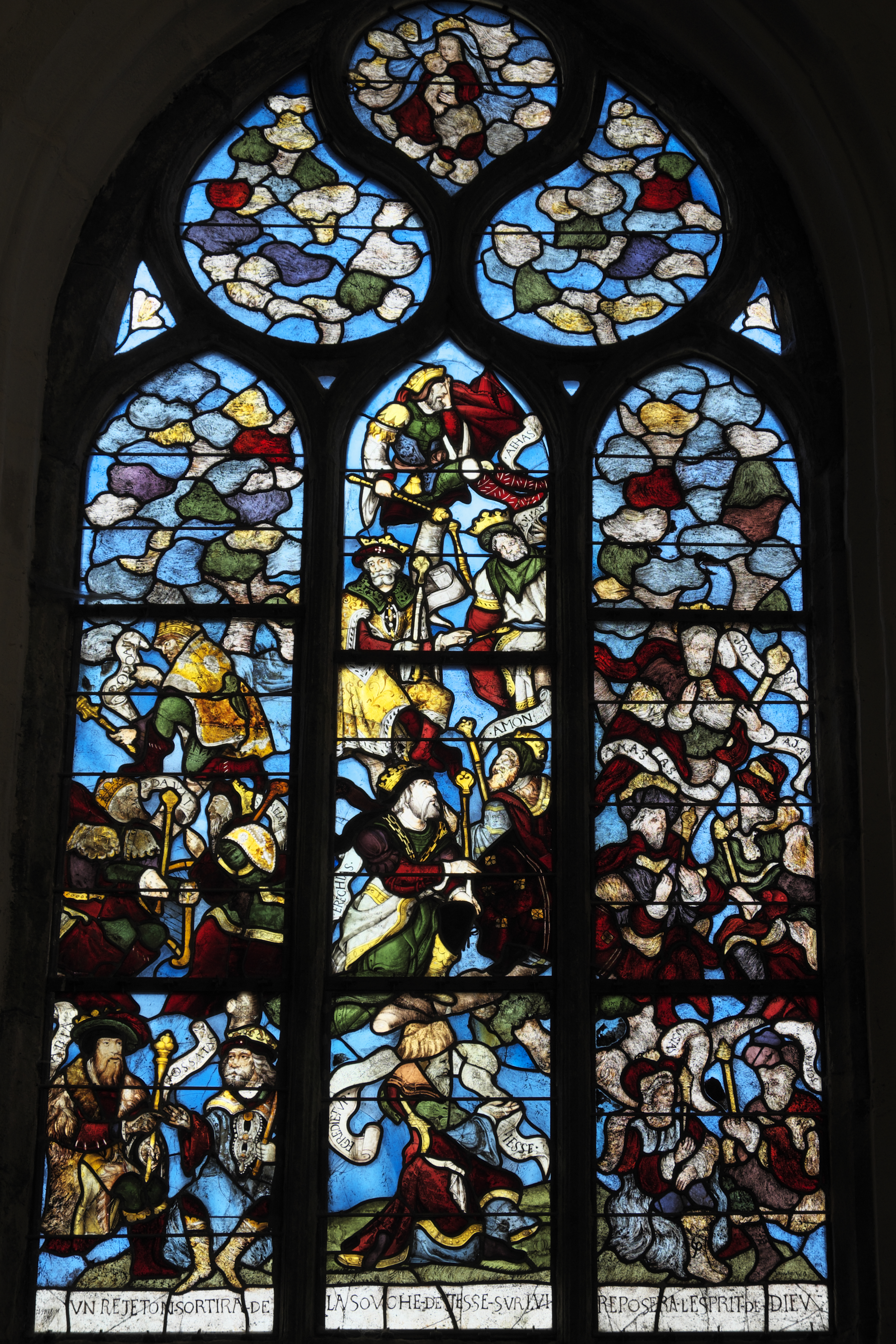
Wurzel-Jesse-Fenster in La Martyre

Das Wurzel-Jesse-Fenster in der katholischen Pfarrkirche St-Salomon in La Martyre, einer französischen Gemeinde im Département Finistère in der Region Bretagne, wurde im zweiten Viertel des 16. Jahrhunderts geschaffen.
Das dreigeteilte Fenster im Chor, 2,80 Meter hoch und 1,50 Meter breit, stammt aus einer unbekannten Werkstatt. Die Wurzel Jesse ist ein weit verbreitetes Bildmotiv der christlichen Kunst des Mittelalters und der frühen Neuzeit. Es wird der Stammbaum Christi in Gestalt eines Baumes dargestellt, der aus der Figur Jesses herauswächst, dem Vater König Davids. Jesse wird schlafend gezeigt und als folgende Zweige des Baumes erscheinen David und weitere elf Könige Israels. Den Abschluss bildet die Darstellung Marias mit Kind im Maßwerk, die 1994 bei der Restaurierung ergänzt wurde.
Im Maßwerk und darunter wurden fehlende Teil bei der Restaurierung im Jahr 1994 von Jeannette Weiss-Gruber durch bunte Scheiben ergänzt. 
Neben dem Wurzel-Jesse-Fenster sind noch drei weitere Fenster aus der Zeit der Renaissance in der Kirche erhalten (siehe Navigationsleiste).